# Абрахамссон, Кристер
Кристер Абрахамссон (8 апреля 1947, Умео, Швеция) — шведский хоккеист и тренер.

## Биография
Родился 8 апреля 1947 года в Умеа вместе со своим братом-близнецом Томми. Хоккейную карьеру начал в клубе Лександ ИФ, в 1968 году вступил в сборную Швеции. Участник ЧМЕ 1971-1974 (22 матча), ЗОИ 1972 (5 матчей). В 1973 году стал вторым призёром Чемпионата Мира и Европы, а в 1971, 1972 и 1974 гг. стал третьим призёром. В 1974 году был зачислен в штаты ХК Нью-Ингленд Уэйлерс, где сыграл 102 матча, а в турнирах АВКО 3 матча (1974 - 1977). С 1965 по 1974 и с 1977 по 1982 гг. играл в ХК Лександ ИФ. Чемпион Швеции  1969, 1973, 1974. Обладал отличными физическими данными и быстрой реакцией, являлся лучшим хоккеистом шведского хоккея в начале 1970-х годов. Входил в список стор-грабб. Игровую карьеру завершил в 1982 году и занялся тренерской карьерой. Всего за свою игровую карьеру провёл 102 матча и свою команду привёл к победе 41 раз, но пропустил при этом 342 шайбы.